# Hen til kommoden
"Hen til komoden" er den niende episode af den danske tv-serie Matador. Den blev skrevet af seriens skaber Lise Nørgaard, og den instrueret af Erik Balling. 
Afsnittet foregår i 1935.

## Handling
Agnes Jensen og Lauritz 'Røde' Jensen flytter sammen i en leje lejlighed som er ejet af Kathrine Larsen. De bliver gift og holder festen i deres nye hjem.
Byggeriet af Mads Skjerns konfektionsfabrik i Korsbæk begynder, men Fru Fernando Møhge opdager det og går til Korsbæk Bank, hvor hun har et dokument på salget af jorden til kommunen, der beskriver, at der skal anlægges en park med en buste til ære for Fernando. Viggo Skjold Hansen er interesseret i at få stoppet byggeriet, og opsøger Godtfred Lund for at finde genparten til notatet i kommunens arkiver, men det er forsvundet.
Det bliver afsløret, at Mads betalte portrættet af borgmesteren, og Tidende beskriver sagen og der lurer en bestikkelsessag.
Den tyske flygtning Herbert Schmidt kommer til Korsbæk og flytter ind hos Lauritz og Agnes.